# Cattedrale di San Giorgio (Istanbul)
La cattedrale di San Giorgio (in greco Καθεδρικός ναός του Αγίου Γεωργίου?, Kathedrikós Naos tou Agíou Georgiou, in turco Aya Yorgi Kilisesi) si trova nel quartiere di Fener a Istanbul, in Turchia, ed è sede del Patriarcato ecumenico di Costantinopoli.

## Storia
La sede originaria del patriarcato era la basilica di Santa Sofia. Dopo la conquista ottomana di Costantinopoli nel 1453 e la conversione immediata di Santa Sofia in moschea, il patriarcato venne trasferito nella basilica dei Santi Apostoli, dove rimase però solo sino al 1456, a causa dello stato fatiscente della chiesa e della sua posizione infelice. In quell'anno il patriarcato venne quindi spostato nella Chiesa della Theotokos Pammacaristos.  Nel 1587-88, dopo la conquista della Georgia e dell'Azerbaijan, il sultano Murad III fece trasformare la chiesa nella moschea di Fethiye ("moschea della conquista" in turco) e il patriarcato fu quindi costretto a traslocare ancora, anche perché il quartiere circostante era ormai diventato turco. La sede del Patriarcato ecumenico di Costantinopoli fu quindi trasferita nella Chiesa della Theotokos Palatia nel quartiere del Fener, centro della vita greco-ortodossa di Istanbul. Nel 1614 Il patriarca Timoteo II (1612-1620) fece costruire la Chiesa di San Giorgio di Fanar dove il patriarcato è ancora situato. La chiesa, originariamente di modeste dimensioni e con pianta rettangolare con tetto in legno spiovente, in quanto ai cristiani era proibito costruire edifici di culto con cupole e tetto in piombo, fu fatta allargare nel 1698 dal patriarca Callinico II.
L'edificio fu modificato più volte nel corso degli anni e pochi elementi appartengono ancora alla struttura originale.   Nei primi anni del XVIII secolo la cattedrale fu danneggiata da un incendio. Nel 1720 il patriarca Geremia III (1716-1726, 1732-1733) intraprese il restauro della cattedrale, proseguito poi dal patriarca Paisio II. Nel 1738 un altro incendio danneggiò l'edificio. L'ultima ricostruzione principale fu intrapresa dal patriarca Gioacchino III (1878-1912).
La chiesa venne nuovamente danneggiata da un incendio nel 1941 ma, per motivi politici, non fu pienamente restaurata fino al 1991. I suoi oggetti più preziosi vennero salvati dalle fiamme. Il 3 dicembre del 1997 un attentato dinamitardo ha ferito gravemente un diacono e danneggiato l'edificio.
Dopo la caduta dell'impero ottomano e l'ascesa della repubblica turca, la maggior parte della popolazione greco-ortodossa di Istanbul fu costretta a emigrare, e oggi la cattedrale di San Giorgio ha un ruolo simbolico come centro del Patriarcato ecumenico e come meta di pellegrinaggio per i cristiani ortodossi.

## Descrizione
La chiesa si trova nel quartiere di Fener di Istanbul, nella parte nordoccidentale del centro storico dell'antica Costantinopoli (il suo indirizzo è Fener Rum Patrikhanesi, Sadrazam Ali Pasa Cadesi, Fener 34220, Istanbul). È una chiesa relativamente piccola, specialmente considerando il suo status nella cristianità mondiale; questo, tuttavia, si spiega con le leggi islamiche dell'Impero Ottomano che regolavano i diritti dei dhimmi, stabilendo che tutti gli edifici non islamici devono essere più piccoli e modesti dei corrispondenti edifici islamici come le moschee.
La chiesa è aperta al pubblico dalle 8.30 alle 16.00, ma sono in atto severi controlli di sicurezza per evitare il rischio di attacchi da parte di gruppi estremisti. È visitato in particolare da un flusso di pellegrini provenienti dalla Grecia e da altri paesi ortodossi. Dietro la chiesa ci sono gli uffici e la biblioteca del Patriarcato. La chiesa non è impressionante per dimensioni, ma il suo interno è riccamente decorato in stili molto apprezzati dai cristiani ortodossi.
L'esterno della chiesa, con facciata di influenza neoclassica, appare piuttosto modesto, ma l'interno è riccamente decorato con icone e mosaici della tipica tradizione bizantina.
Nella chiesa sono custodite preziose reliquie, tra cui spicca, in particolar modo, un frammento di una delle colonne della flagellazione di Cristo (un'altra molto più nota è conservata a Roma nella Basilica di Santa Prassede), oltre a quelle di sant'Andrea apostolo, ritenuto tradizionalmente il primo vescovo della città, san Gregorio il Teologo, san Giovanni Crisostomo e santa Eufemia. Tra gli altri oggetti più preziosi si segnala inoltre il trono patriarcale del V secolo.

## Galleria d'immagini

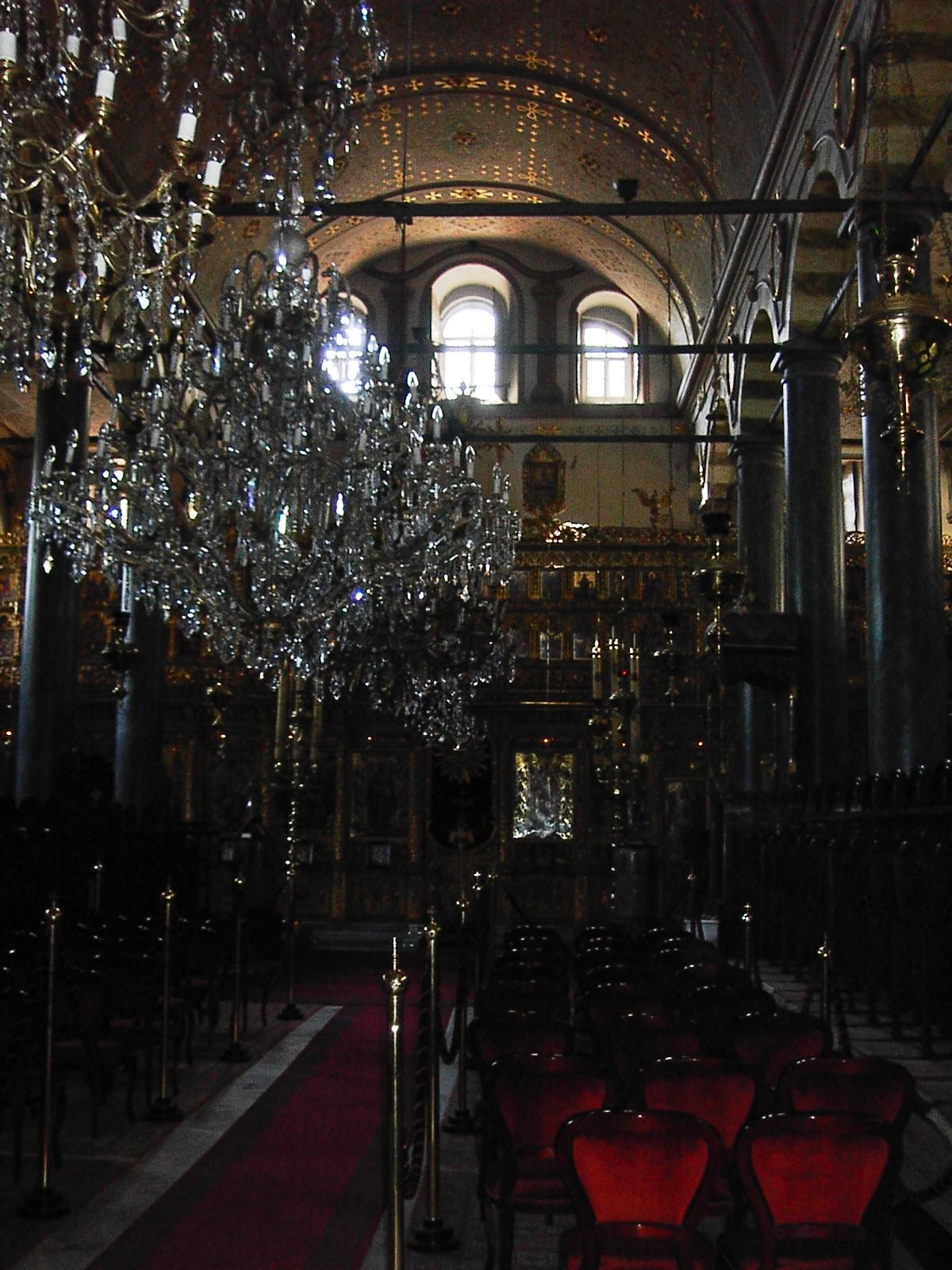
L'interno della chiesa
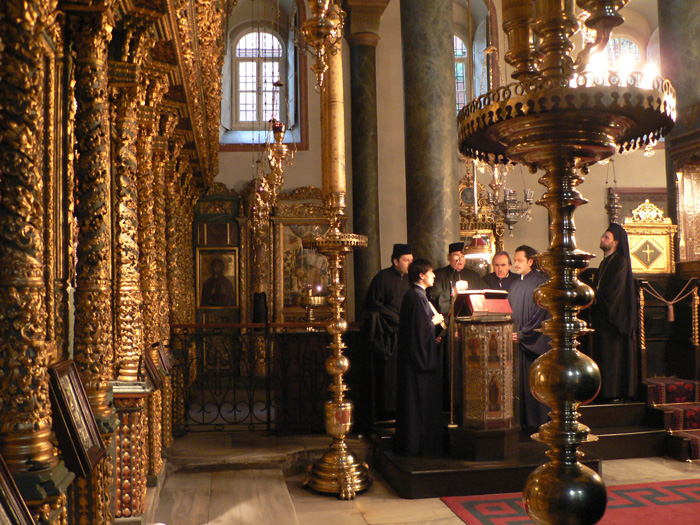
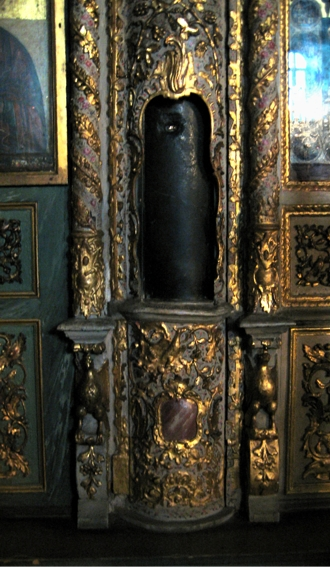
Frammento di una delle Colonne della Flagellazione
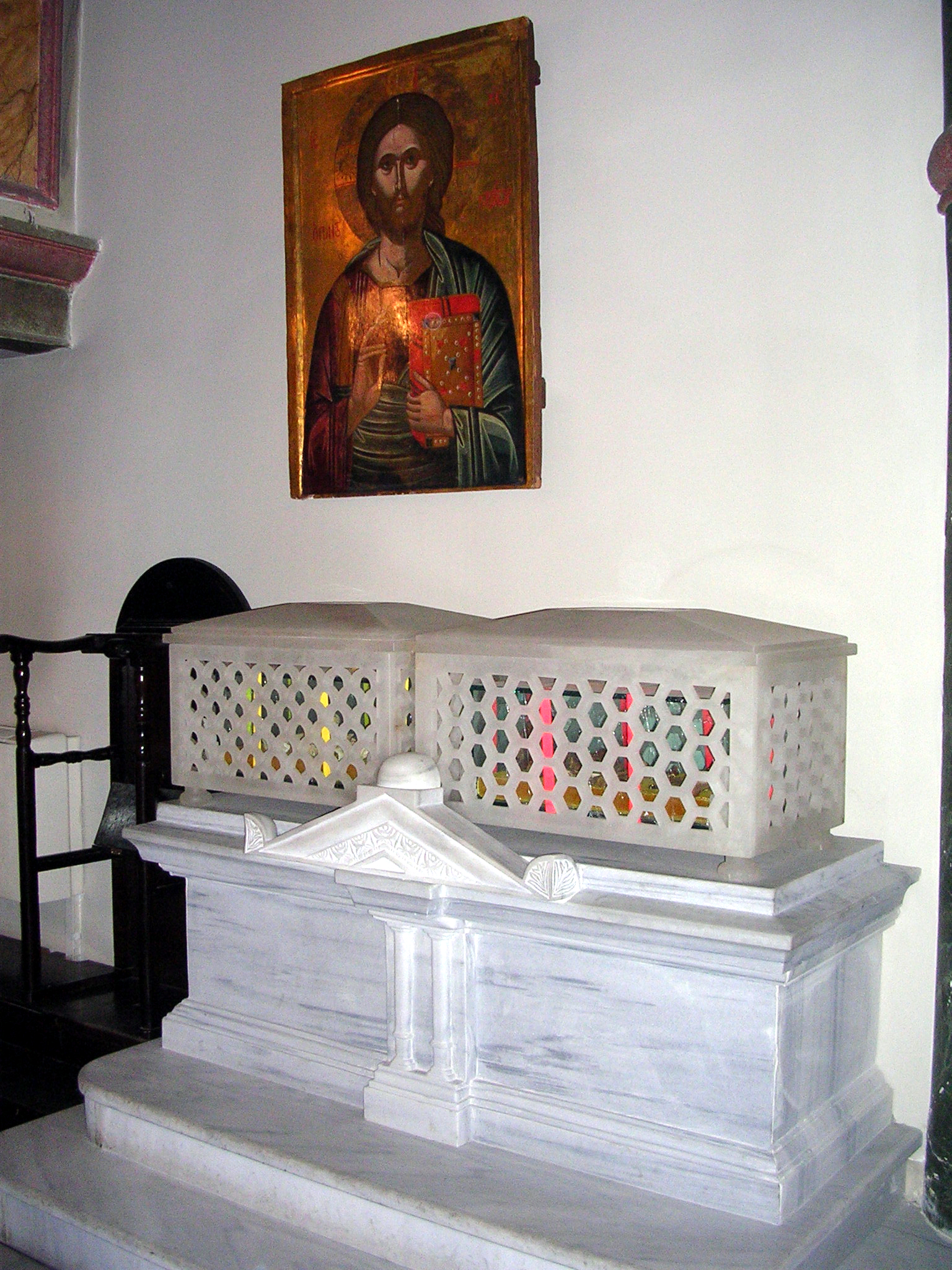
Reliquiari di san Gregorio il teologo e san Giovanni Crisostomo
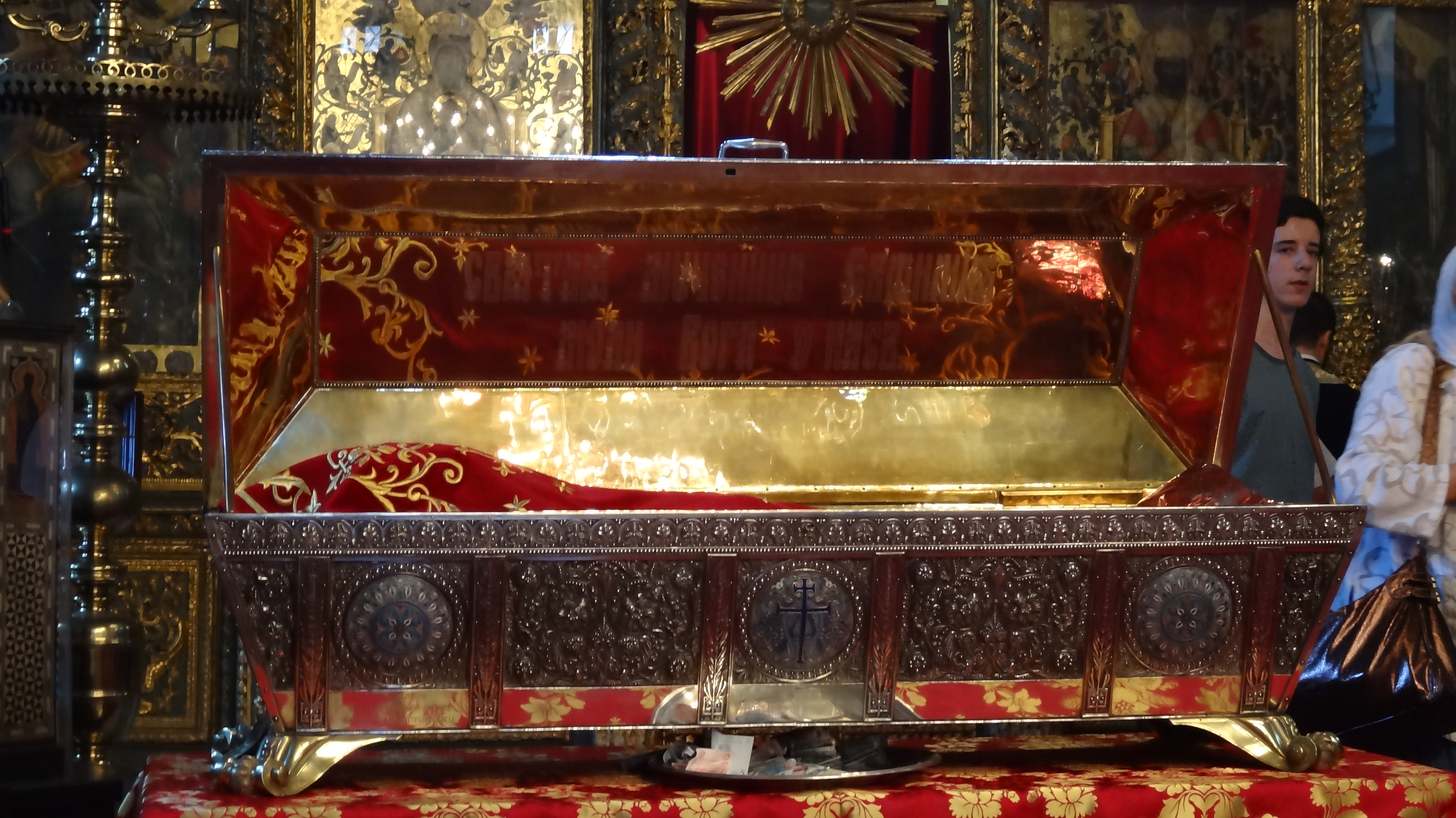
Reliquiario di santa Eufemia